# 13964 La Billardière
A 13964 La Billardiere (ideiglenes jelöléssel 1991 PO5) egy kisbolygó a Naprendszerben. Eric Walter Elst fedezte fel 1991. augusztus 3-án.